# Йънгтаун
Йънгтаун (на английски: Youngtown) е град в окръг Марикопа, щата Аризона, САЩ. Йънгтаун е с население от 4880 жители (2007) и обща площ от 3,4 km². Намира се на 347 m надморска височина. ZIP кодът му е 85363, а телефонният му код е 623.